# 布斯蒂略德尔帕拉莫德卡里翁
布斯蒂略德尔帕拉莫德卡里翁，是西班牙卡斯蒂利亚-莱昂帕伦西亚省的一个市镇。 总面积31平方公里，总人口87人（2001年），人口密度3人/平方公里。